# Sphedamnocarpus orbicularis
Sphedamnocarpus orbicularis är en tvåhjärtbladig växtart som beskrevs av Arenes. Sphedamnocarpus orbicularis ingår i släktet Sphedamnocarpus och familjen Malpighiaceae. Inga underarter finns listade i Catalogue of Life.